# Friedrich Carl Louis Otto Appel
Friedrich Carl Louis Otto Appel (19 de mayo de 1867 - 10 de noviembre de 1952) fue un botánico y agrónomo alemán. Entre 1920 a 1933 fue director del Instituto de Biología Imperial de Agricultura y Bosques, en Berlín-Dahlem, y realizó desarrollos de esa institución haciéndola un instituto de investigación internacionalmente reconocido.

## Algunas publicaciones
- Die Pflanzkartoffel (La semilla de papa). Verlagsbuchhandlung Paul Parey Berlin 1918; 2. Aufl. 1920 = Landwirtschaftliche Hefte N.º 35.
- Die Zukunft des Pflanzenschutzes in Deutschland (El futuro de la protección de plantas en Alemania). En: Angewandte Botanik vol. 1, 1919, pp. 3-15.
- Albrecht Conrad Thaer: Die landwirtschaftlichen Unkräuter. Farbige Abbildung, Beschreibung und Vertilgungsmittel derselben (Las malezas agrícolas. Farbige Abbildung, Beschreibung und Vertilgungsmittel derselben . La ilustración de color de la descripción del mismo, y el exterminio.). 1ª ed. Berlín 1881. Edición revisada por Otto Appel: Verlagsbuchhandlung Paul Parey Berlin, 4. Aufl. 1923, 5. Aufl. 1927
- Pflanzenpathologie und Pflanzenzüchtung (Patología vegetal y fitomejoramiento). En: Der Züchter Jg. 2, 1930, pp. 309-313

## Honores

### Epónimos
- (Cyperaceae) Carex × appeliana Zahn[1]

- (Lauraceae) Licaria appelii (Mez) Kosterm.[2]